# Pukkelpop

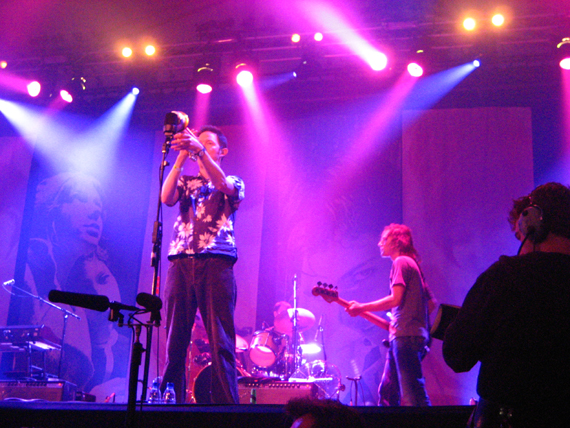
Belle & Sebastian podczas Pukkelpop 2006

Pukkelpop – coroczny festiwal muzyki organizowany w sierpniu niedaleko Hasselt w Belgii od 1985 roku. Został zapoczątkowany i jest organizowany przez Humanistische Jongeren (humanistyczną młodzież) z Leopoldsburga.
W 2007 roku podczas trzech dni festiwalu na siedmiu scenach wystąpili między innymi ...And You Will Know Us by the Trail of Dead, The Arcade Fire, Basement Jaxx, Chris Cornell, Eagles of Death Metal, Fall Out Boy, The Hives, Kaiser Chiefs, Kings of Leon, Lacuna Coil, Nine Inch Nails, The Smashing Pumpkins, Soulfly, Tool oraz Within Temptation.
Edycja 2011 została odwołana 19 sierpnia z powodu burzy która spowodowała zniszczenie dwóch scen. Jedna ze scen przewróciła się na widownie co spowodowało śmierć 5 osób, 71 zostało rannych.